# El Copé
El Copé è un comune (corregimiento) della Repubblica di Panama situato nel distretto di Olá, provincia di Coclé. Si estende su una superficie di 76,7 km² e conta una popolazione di 1.425 abitanti (censimento 2010).